# هارولد هانسن (ژیمناست)
هارولد هانسن (نروژی: Harald Hansen; ۳۰ اکتبر ۱۸۸۴ – ۶ مارس ۱۹۵۶) ژیمناست هنری اهل نروژ بود.